# Saint-Romain-de-Colbosc
Saint-Romain-de-Colbosc è un comune francese di 3 861 abitanti situato nel dipartimento della Senna Marittima nella regione della Normandia.

## Società

### Evoluzione demografica
Abitanti censiti